# Epitonium idalium
Epitonium idalium is een slakkensoort uit de familie van de Epitoniidae. De wetenschappelijke naam van de soort is voor het eerst geldig gepubliceerd in 1912 door Melvill.